# Little Jeannie
Little Jeannie è una canzone composta dall'artista britannico Elton John; il testo è di Gary Osborne.

## Il brano
Musicalmente parlando, si caratterizza come una ballata di stampo pop, e potrebbe richiamare alla mente uno dei brani più famosi di Elton, la malinconica Daniel. La melodia è infatti dominata dal pianoforte elettrico di James Newton Howard e dalla chitarra acustica. Alla batteria è presente lo storico musicista Nigel Olsson. Il testo di Osborne parla di un uomo innamorato di una ragazza, da lui affettuosamente chiamata Little Jeannie (Piccola Jeannie).
La canzone, proveniente dall'album del 1980 21 at 33 (del quale costituiva la seconda traccia) fu pubblicata come singolo il 1º maggio di quell'anno: in America ebbe uno strepitoso successo (il primo dai tempi di Island Girl e Don't Go Breaking My Heart), arrivando a posizionarsi al 3º posto della classifica statunitense Billboard Hot 100 e al primo posto di quella canadese. Conseguì inoltre una #1 USA nella classifica Hot Adult Contemporary Tracks e venne certificata oro dalla RIAA.
Little Jeannie è stata raramente eseguita live; famosa rimane comunque la sua esecuzione in due concerti (One Night Only) tenutisi per due serate al Madison Square Garden (20 e 21 ottobre 2000).

## Classifiche
| Classifica (1980)                  | Posizione più alta |
| ---------------------------------- | ------------------ |
| Official Singles Chart             | 33                 |
| Irlanda                            | 16                 |
| Svizzera                           | 4                  |
| Canada                             | 1                  |
| U.S. Billboard Pop Singles         | 3                  |
| U.S. Hot Adult Contemporary Tracks | 1                  |